# The Great Band Era

Capa do álbum.

The Great Band Era é um álbum de vários artistas, lançado em 1965.